# 보리홀름시

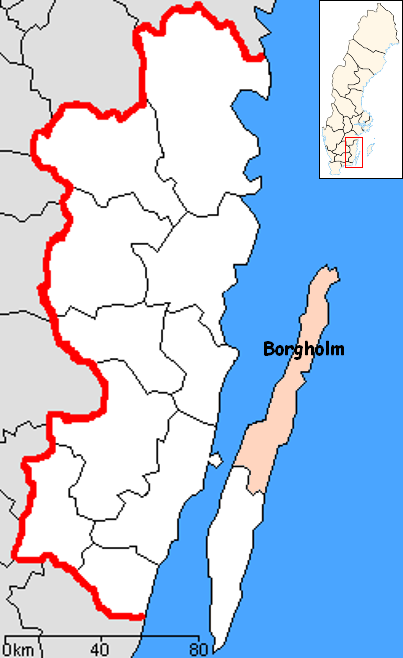
보리홀름시의 위치

보리홀름시(스웨덴어: Borgholms kommun)는 스웨덴 칼마르주에 위치한 지방 자치체로 행정 중심지는 보리홀름이며 면적은 3,654.83km2, 인구는 10,930명(2016년 12월 31일 기준), 인구 밀도는 3.0명/km2이다. 욀란드섬 북부에 위치한다.

시 문장